# Старая Порубёжка
Старая Порубёжка — село в Пугачёвском районе Саратовской области, административный центр сельского поселения Старопорубёжское муниципальное образование.
Население — 1250 (2010). В селе имеется дом культуры, школа, детский сад, столовая, пожарное депо, администрация, почта, отделение Сбербанка России.
Центральная улица называется в честь героя Великой Отечественной войны Лободина И. И. Раньше село называлось Колхозом имени XX партсъезда. В 3 километрах от села расположена трасса Пугачёв—Перелюб.

## История
Согласно Большой Саратовской энциклопедии слобода Порубёжка основана в 1530 году малоросскими крестьянами-переселенцами из Воронежской губернии, к которым присоединялись беглые русские крепостные крестьяне. Также существует версия, что появилась слобода в первой половине XVIII века, а в 1736 году уже была построена первая православная Михаило-Архангельская церковь. В 1779 году была заложена вторая (или по общепринятой версии первая) деревянная церковь, освящённая в честь Михаила Архангела.
В 1842 году в селе открылась мужская общественная, впоследствии земская школа. В 1865 году открылась женская земская школа.
Казённая слобода Порубёжка упоминается в Списке населённых мест Российской империи по сведениям за 1859 год. Село находилось по левую сторону от просёлочного тракта из города Николаевска в Самару на расстоянии 26 вёрст от уездного города и относилась к Николаевскому уезду Самарской губернии. В слободе проживали 2252 мужчины и 2391 женщина, имелись церковь и училище. Согласно Списку населённых мест Самарской губернии по сведениям за 1889 год Старая Порубёжка являлась волостным селом Порубёжской волости Николаевского уезда Самарской губернии. В селе проживало 5629 жителей, русские и малороссы, православные и раскольники. Земельный надел составлял 16504 десятины удобной и 3645 десятин неудобной земли, имелось церковь, мужская и женская школы, 30 ветряных мельниц, земская станция, проводились 3 ярмарки. Согласно переписи 1897 года в селе проживало 5586 человек, из них: 4937 православных и 649 старообрядцев (приемлющие австрийское свящество, беспоповцы, беглопоповцы и поморцы)
Согласно Списку населённых мест Самарской губернии 1910 года село Старая Порубёжка населяли бывшие государственные крестьяне, преимущественно русские, православные и старообрядцы, 3048 мужчина и 3011 женщин, в селе имелись православная и австрийская церкви, 2 земские и 2 церковно-приходские школы, волостное правление, земская станция, базар, работал фельдшер.
В 1929 году была образована школа колхозной молодёжи с курсом подготовки агрономов, в 1934 году преобразованная в неполную среднюю школу (семилетку). В том же году были созданы плотина и искусственный водоём для нужд орошения полей, через год старопорубёжская машинно-тракторная станция. В 1938 году школа стала средней.
На фронтах Великой-Отечественной войны погибли 303 жителя Старой Порубёжки. В послевоенные годы в селе существовало семь колхозов: "Молотов", "Фурманов", "Третья Пятилетка", "Боец", "Панфилов", "Красное Знамя" и "Оборона страны". В начале 1950-х годов после укрупнения хозяйств продолжали работу первые три, поглотившие остальные. В 1958 году они были объединены в колхоз имени XX партсъезда. В 1965 году в селе открылся детский сад, в 1970 году школа переехала в своё современное здание. В 1993 году организована агрофирма "Рубеж
В 2009 году в селе открылся новый пожарный пост, который включает оборудованное здание, пожарный автомобиль и 5 человек личного состава. С созданием поста сократится радиус выезда и время оперативного реагирования пожарных подразделений в этом районе. В зоне обслуживания - 4 населенных пункта, где проживает более 2 тысяч человек.

## Физико-географическая характеристика
Село находится в Заволжье, на левом берегу реки Большой Иргиз, при впадении в нее речки Рубежка. На противоположном берегу Иргиза сохранился пойменный лес. Высота центра населённого пункта - 30 метров над уровнем моря. Рельеф местности равнинный. Почвы пойменные нейтральные и слабокислые.
Село расположено примерно в 26 км по прямой в восточном направлении от районного центра города Пугачёв. По автомобильным дорогам расстояние до районного центра составляет 32 км, до областного центра города Саратов - 260 км, до Самары - 210 км.
Часовой пояс
Старая Порубёжка, как и вся Саратовская область, находится в часовой зоне МСК+1. Смещение применяемого времени относительно UTC составляет +4:00.

## Население
Динамика численности населения по годам:
| Годы      | 1859 | 1889 | 1897 | 1910 | 1926 | 2002 |
| --------- | ---- | ---- | ---- | ---- | ---- | ---- |
| Население | 4643 | 5629 | 5586 | 6059 | 4501 | 1421 |

| 2002 | 2010  |
| ---- | ----- |
| 1421 | ↘1250 |

Национальный состав
Согласно результатам переписи 2002 года русские составляли 77 % населения села.